# アンディ・ハーディ・ミーツ・デビュタント
『アンディ・ハーディ・ミーツ・デビュタント』(Andy Hardy Meets Debutante) は、1940年のアメリカ合衆国のロマンティック・コメディ映画。
ジョージ・B・サイツが監督し、ルイス・ストーン、ミッキー・ルーニー、セシリア・パーカー、フェイ・ホルデン、ジュディ・ガーランドが主演した。アンディ・ハーディ・シリーズ映画の9作目である。

## ストーリー
カーヴェルに住むアンディ・ハーディ(ミッキー・ルーニー)はニューヨークの若い令嬢ダフネ・フォウラー(ダイアナ・ルイス)に夢中である。直接会ったことはないが、友人たちにダフネと親しいと吹聴し、交際していると友人たちに信じ込ませる。
判事である父のジム(ルイス・ストーン)が児童養護施設に関する裁判のために家族でニューヨークに転居することになり、アンディの嘘からトラブルになる。この裁判は、施設を支援する信託からの支出を問題とする法律事務所を相手取ったものである。アンディの新聞編集者の友人がアンディとダフネの交際を記事にしたいと言い出し、アンディは恥をかくのを避けるためになんとかしてダフネと知り合わなければならない。アンディはダフネと会って友人となるためダフネを追跡しようとする。ニューヨークにて、アンディは古い友人のベッツィ・ブース(ベティ)(ジュディ・ガーランド)と偶然出会い、ベティはアンディに惹かれる。その後アンディはベティからのアプローチをかわし、人気者で高嶺の花のダフネと会えるよう尽力する。 アンディはラジオでダフネがとあるレストランのイベントに出席することを聞きつける。そのレストランに入ろうとするが、費用が払えないと判断されてトラブルとなる。しかし父親の担当する裁判で児童養護施設が勝訴したことが良い兆しとなる。これに影響され、アンディはベティに現在の状況を正直に話す。ベティはダフネと友人であり、ベティはアンディをダフネに紹介することに了承する。これにより記事で恥をかくことを回避する。アンディは上流社会に関わるには経済的に困難であることを理解し、ベティこそが自分にふさわしいと気付く。アンディとベティは初めてキスを交わし、アンディがカーヴェルに戻ってからも互いに手紙を書くことを約束する。

## キャスト
- ジェイムス・K・ハーディ判事(ジム)：ルイス・ストーン
- アンディ・ハーディ：ミッキー・ルーニー
- マリアン・ハーディ：セシリア・パーカー
- エミリー・ハーディ夫人：フェイ・ホルデン
- ベッツィ・ブース(ベティ)：ジュディ・ガーランド
- ポリー・ベネディクト：アン・ラザフォード
- ダフネ・フォウラー：ダイアナ・ルイス
- F・ベイカー・アンダーソン(ビージー)：ジョージ・ブレークストン
- アウント・ミリー・フォレスト：サラ・ヘイデン
- ジョージ・ベネディクト：アディソン・リチャーズ
- アンダーウッド弁護士：ジョージ・レッシー
- キャリロ氏：サイ・ケンドル
- フランシス(ブッチ)：クライド・ウィルソン

## 興行収入
MGMの記録によると、アメリカおよびカナダで$1,945,000、その他で$678,000の興行収入があり、$1,409,000の利益となった。